# Agios Titos (Iraklio)

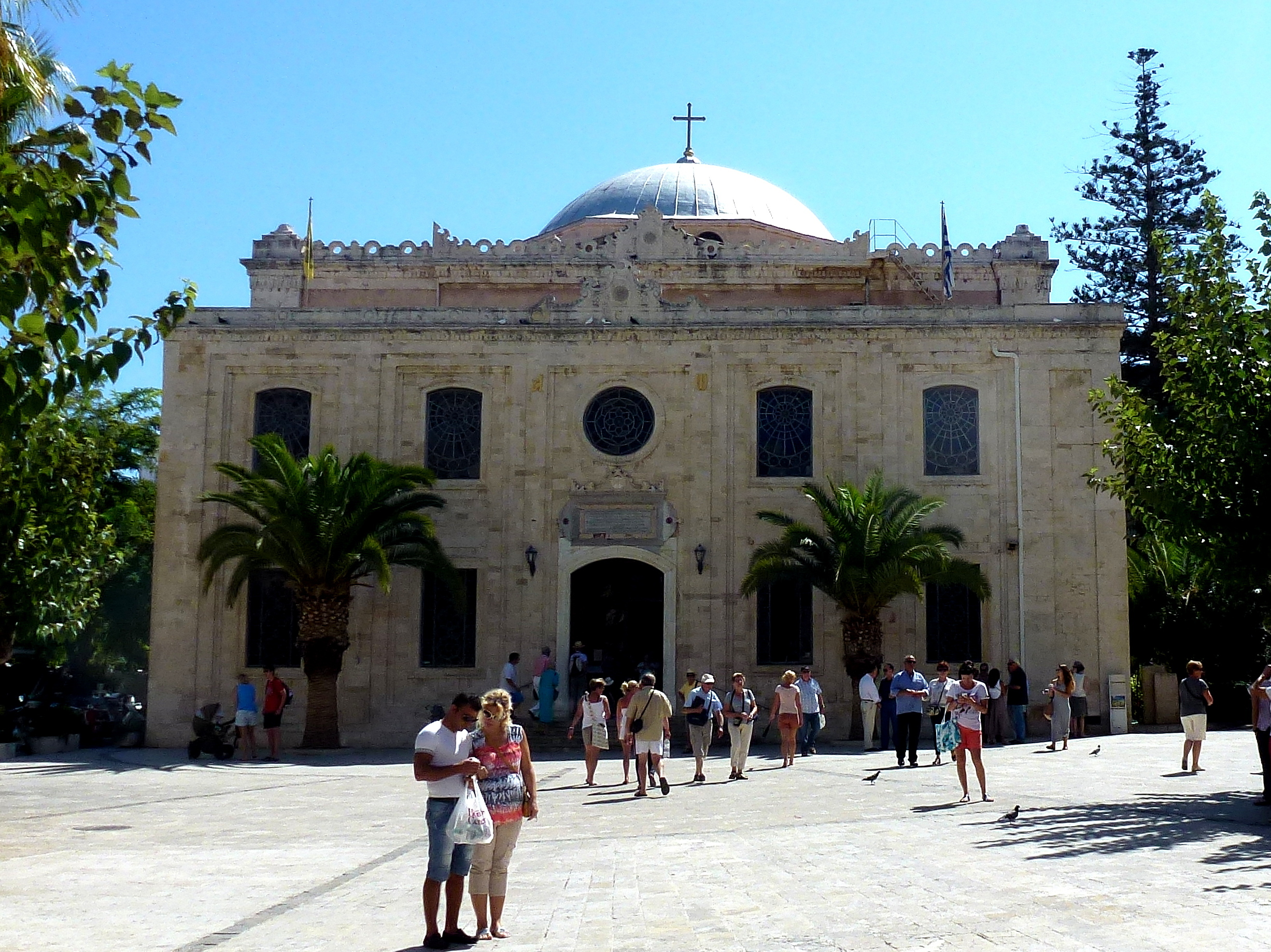
Agios Titos

Agios Titos (griechisch Άγιος Τίτος) ist ein orthodoxer Kirchenbau im Zentrum der Altstadt von Iraklio (Heraklion). Er gehört zum Erzbistum von Kreta und beherbergt die Schädelreliquie des hl. Titos.

## Geschichte
Im Jahr 55 n. Chr. hielt sich möglicherweise der Apostel Paulus mit seinem Begleiter Titos in Gortyn, der Hauptstadt Kretas, auf. Paulus weihte hier Titos zum ersten Bischof von Kreta und beauftragte ihn mit der Missionierung Kretas. Der Überlieferung zufolge ließ Titos eine Bischofskirche bauen. Er soll dort beigesetzt sein.
Nach der Teilung des römischen Reiches 395 n. Chr. kam Kreta unter byzantinische Herrschaft. Die erfolgreiche Christianisierung machte um 600 den Bau einer neuen Kirche in Gortyn notwendig. Etwa 826 eroberten die Sarazenen Kreta, zerstörten Gortyn und die Kirche und gründeten Kretas neue Hauptstadt Iraklio. Im Jahr 960 eroberte Nikephoros Phokas Kreta für das Byzantinische Reich zurück und vertrieb die Araber aus Kreta. Der Bischofssitz Kretas wurde nach Chándakas verlegt. Nikephoros Phokas soll an der Stelle der heutigen Kirche 962 eine Kirche errichtet haben. Nach dem Vierten Kreuzzug von 1204 fiel Kreta an die Venezianer, die Kirche wurde römisch-katholische Kathedrale des Erzbistums Iraklio. 1544 brannte die Kirche vollständig ab, nur die Schädelreliquie des Hl. Titos konnte gerettet werden. 1669 eroberten die Türken Kreta, die Kirche wurde in eine Moschee umgewandelt. Die Venezianer nahmen die Schädelreliquie des Hl. Titos nach Venedig mit. Durch ein Erdbeben wurde der Bau 1856 zerstört, er wurde im osmanischen Stil bis 1872 neu errichtet. 1898 wurde Kreta autonom und schloss sich 1913 Griechenland an.
Im Zuge des Bevölkerungsaustauschs zwischen Griechenland und der Türkei musste die muslimische Minderheit Kreta verlassen, die Moschee wurde in einen orthodoxen Kirchenbau umgewandelt, der nach der Fertigstellung 1925 dem Hl. Titos geweiht wurde. 1966 kehrte die Schädelreliquie des Hl. Titos aus Venedig in die Agios-Titos-Kirche in Iraklio zurück.

## Architektur

### Außen

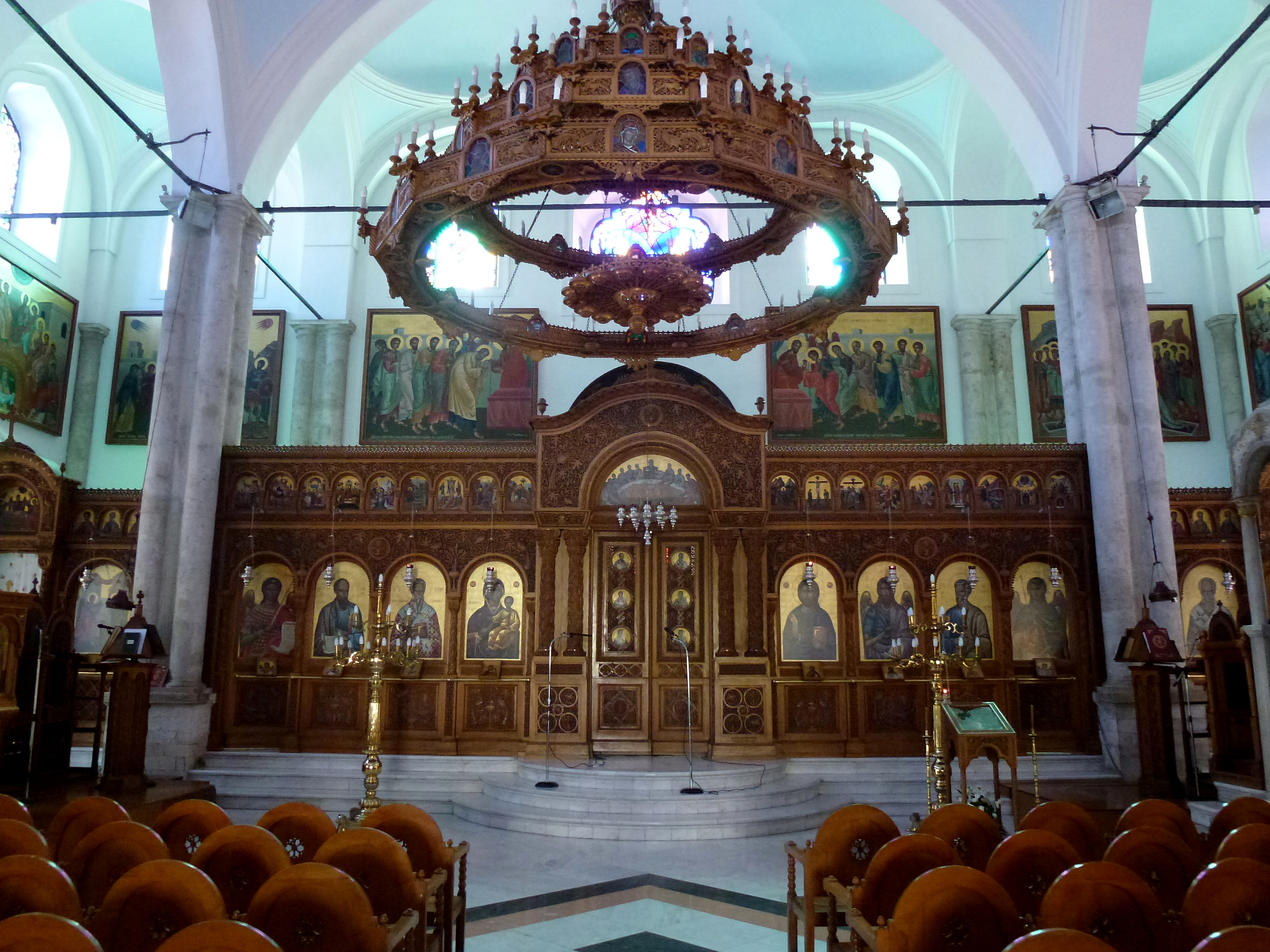
Agios Titos Innenansicht Ikonostase und Kronleuchter

Die Agios-Titos-Kirche ist vom Bautyp her eine nach Mekka ausgerichtete Moschee mit quadratischem Grundriss und einer zentralen Kuppel. Der Bau ist aus hellem Sandstein, Front und Seiten sind in ihrer Wandgliederung annähernd gleich gestaltet. Neben dem Haupteingang hat sie zwei weitere breite Seiteneingänge mit doppelflügeligen Holztüren. Beim Umbau der Moschee in eine Kirche nach 1923 wurden drei Apsiden sowie ein Glockenturm im südwestlichen Eck angebaut.

### Innen
Durch den Vorraum (Narthex) gelangt man in den Kirchenraum. Die zentrale Kuppel erhebt sich über den Gurtbögen, die auf schmalen Säulenbündeln aufliegen. Eine Mischung gotischer, klassizistischer, byzantinischer und osmanischer Stilelemente ist erkennbar. Das Kirchenschiff ist geteilt durch eine Bilderwand, die Ikonostase. Dadurch wird der Blick auf den Altarraum verhindert. An den Vorraum schließt sich links eine schmale Kapelle an, in der die Schädelreliquie des Hl. Titos in einem Gold-Glas Reliquiar aufbewahrt wird. Rechts vom Vorraum befindet sich der Verwaltungsraum. Die bunten Glasfenster, auf jeder Gebäudeseite fünf, zeigen verschiedene Heilige und machen den Innenraum hell und freundlich.

## Ausstattung

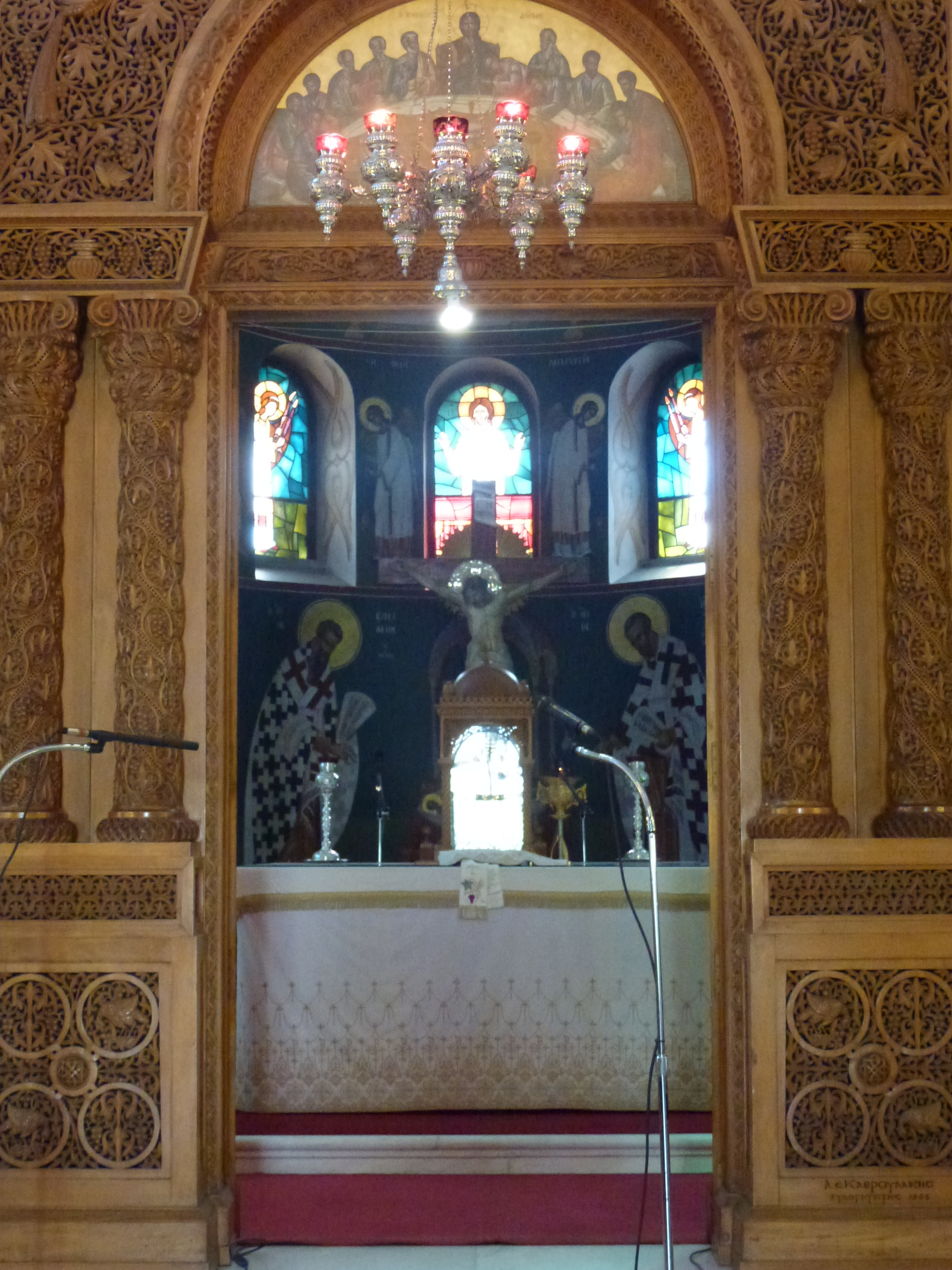
Agios Titos Ikonostase, Königliche Tür geöffnet, Blick in den Altarraum

Die Ausschmückung des Kirchenraumes mit Holzarbeiten einer einheitlichen Entstehungszeit beeindruckt durch Harmonie und innere Geschlossenheit.

### Die Ikonostase
Die Ikonostase trennt bei der Liturgie-Feier die Gläubigen von den Klerikern, die ausschließlich Zutritt zum hinter der Ikonostase liegenden Altarraum haben.
In der oberen Reihe wird mit den Ikonen die Heilsgeschichte dargestellt. In der unteren Reihe befindet sich die zweiflügelige Königliche Tür, über der das Abendmahlsgeschehen am Gründonnerstag in einem Rundbogenfeld dargestellt ist. Rechts von der Königlichen Tür zeigt die Ikone den thronenden Jesus mit dem aufgeschlagenen Evangelium, neben ihm die Ikone Johannes des Täufers, links von der Doppeltür die Gottesmutter (Hodegetria), an ihrer Seite die Apostel Petrus und Paulus sowie der Erzengel Michael. Zwei weitere zweiflügelige Türen befinden sich an beiden Enden der Ikonostase. Mit den Erzengeln erinnern sie an die Vertreibung aus dem Paradies.

### Der Kronleuchter

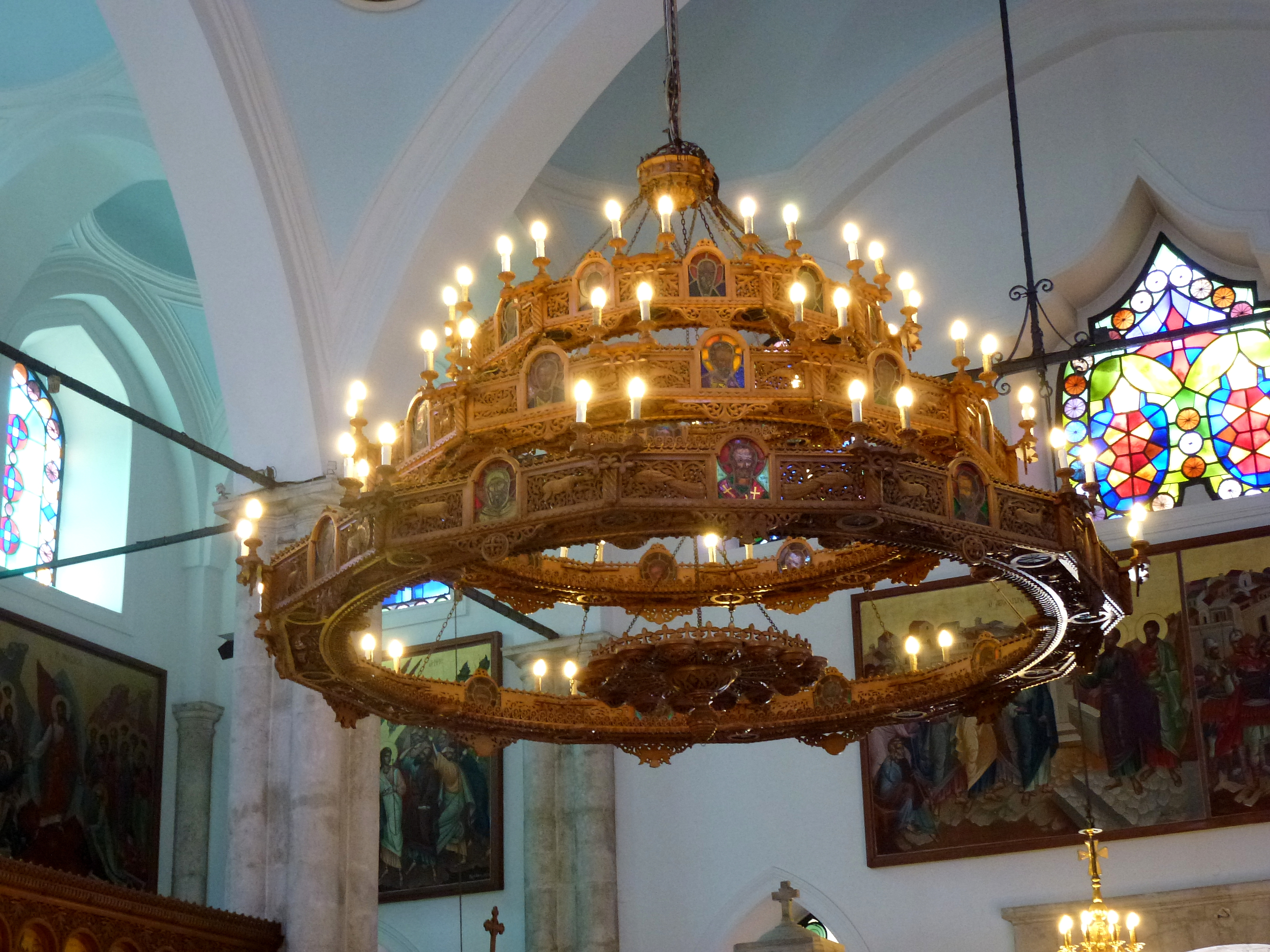
Agios Titos, der Kronleuchter aus Holz mit heiligen Bildern

Der massige, runde Kronleuchter hängt in der Mitte des Kirchenschiffes exakt unter der Kuppel. Er ist dreistöckig und besteht aus Holz. Die feinen Schnitzereien stellen Tiere verschiedener Arten und Ornamente dar.

### Die Bestuhlung
Die Bestuhlung aus hellem und dunklem Holz passt sich durch die halbkreisförmigen Rückenlehnen in ihrer Form den Ikonen der Ikonostase an.

### Ikonen
Großflächige, rechteckige Ikonen schmücken die Wände und zeigen das Leben des Hl. Titos beziehungsweise die Heilsgeschichte. Einige reich mit Silber und Gold verzierte Ikonen, überwiegend der Panagia geweiht, stehen auf Podesten oder sind in kleinen Altären dargestellt. Besonders auffällig ist rechts vom Eingang die Ikone der Jungfrau vom brennenden Dornbusch.

### Reliquie des Hl. Titos
Von der Vorhalle aus nach links gelangt man in eine Kapelle. Auf dem Altar in der rechten Seitennische steht die Schädelreliquie des Hl. Titos. Das mit Diamanten besetzte Reliquiar aus Gold und Silber zeigt Ikonen und ist durch einen Glasaufsatz geschützt.

### Kerzenständer
Zahlreiche mit Sand gefüllte Kerzenständer im hinteren Bereich des Kirchenraumes dienen dazu, Kerzen aufzustellen und anzuzünden, um hiermit die Verehrung Gottes zum Beispiel durch eine Ikone zu zeigen.

## Galerie

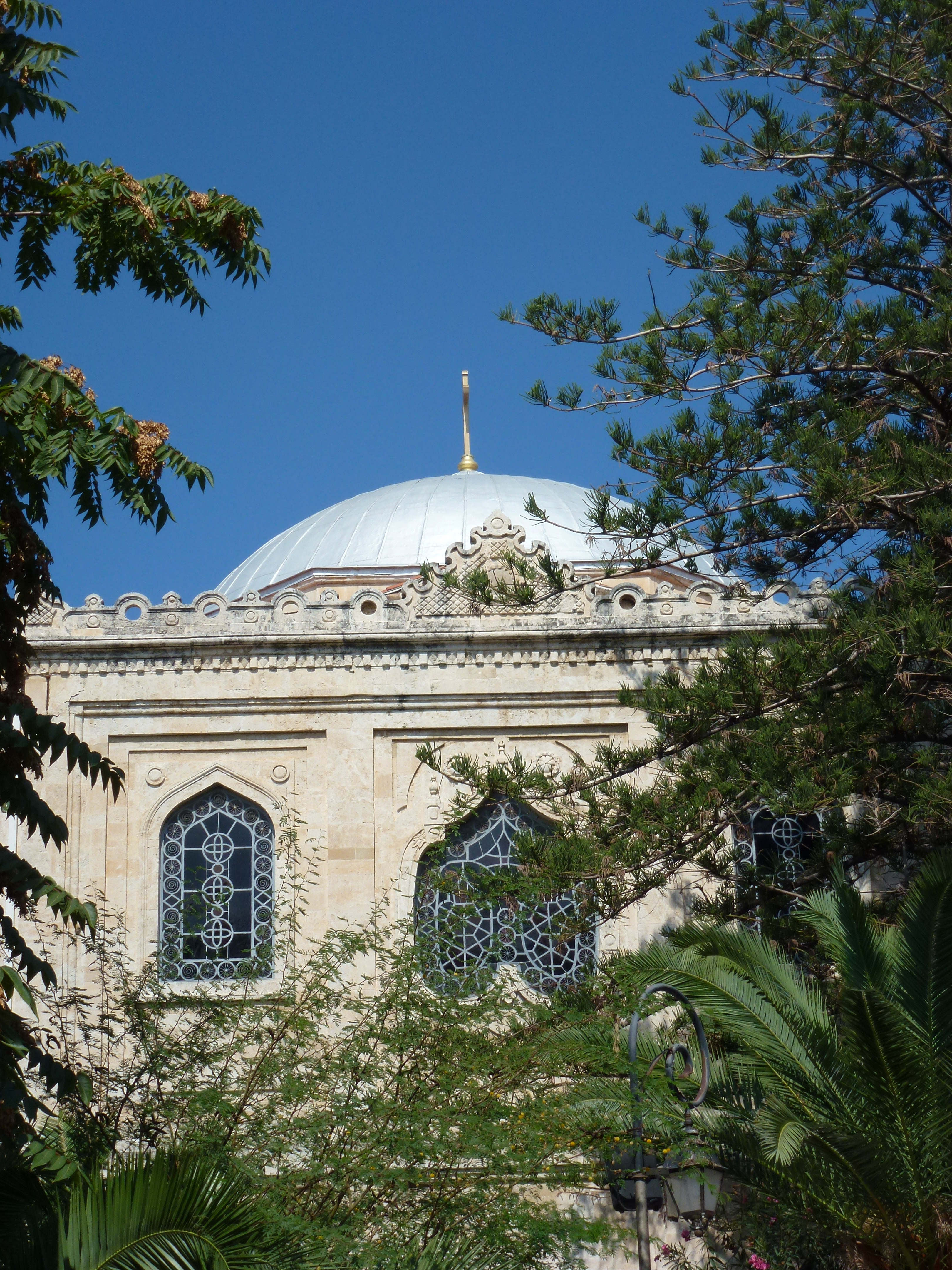
Agios Titos Seitenansicht
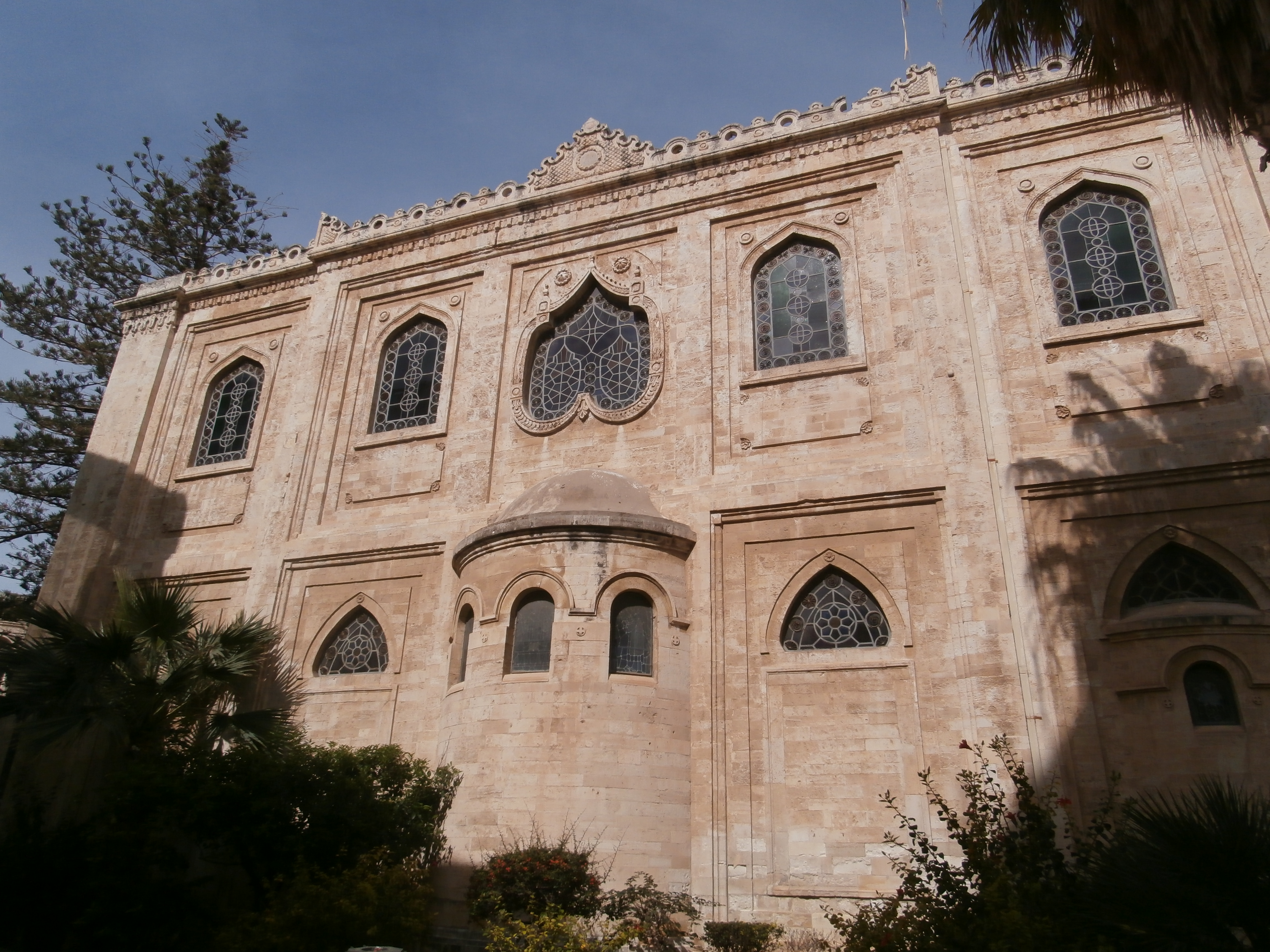
Agios Titos Rückseite
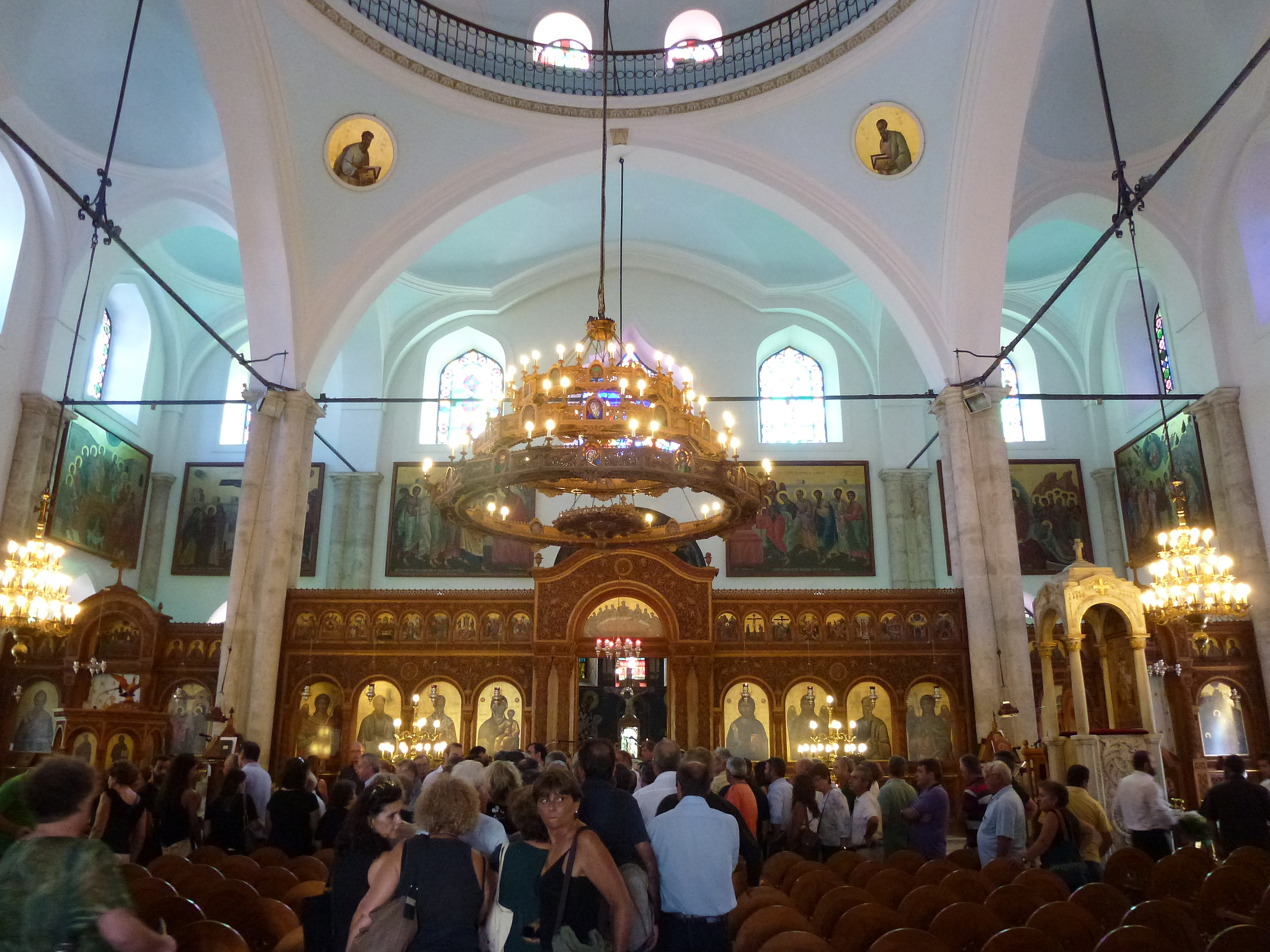
Gesamtansicht innen
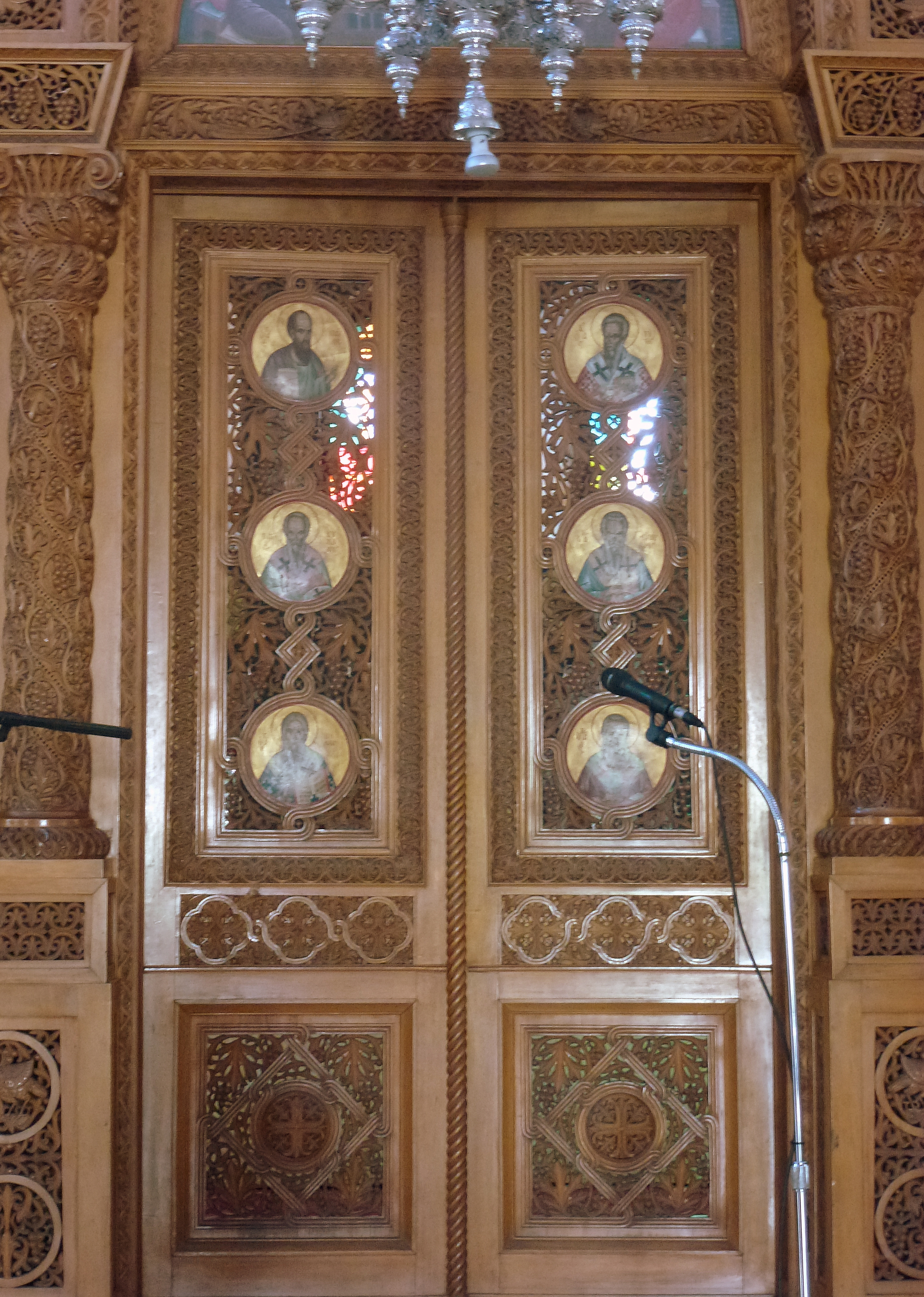
Agios Titos, Ikonostase, Königliche Tür geschlossen
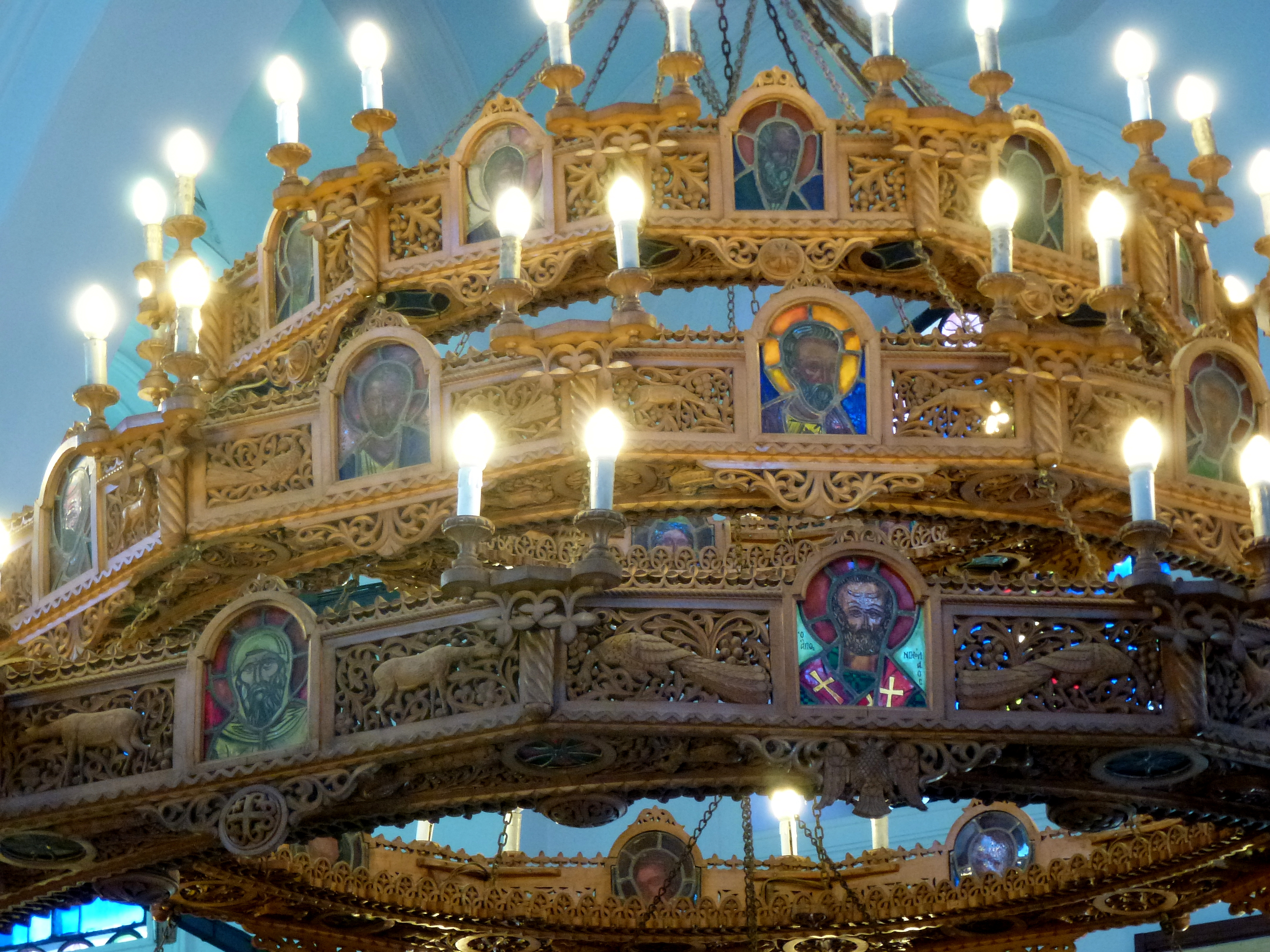
Kronleuchter aus Holz
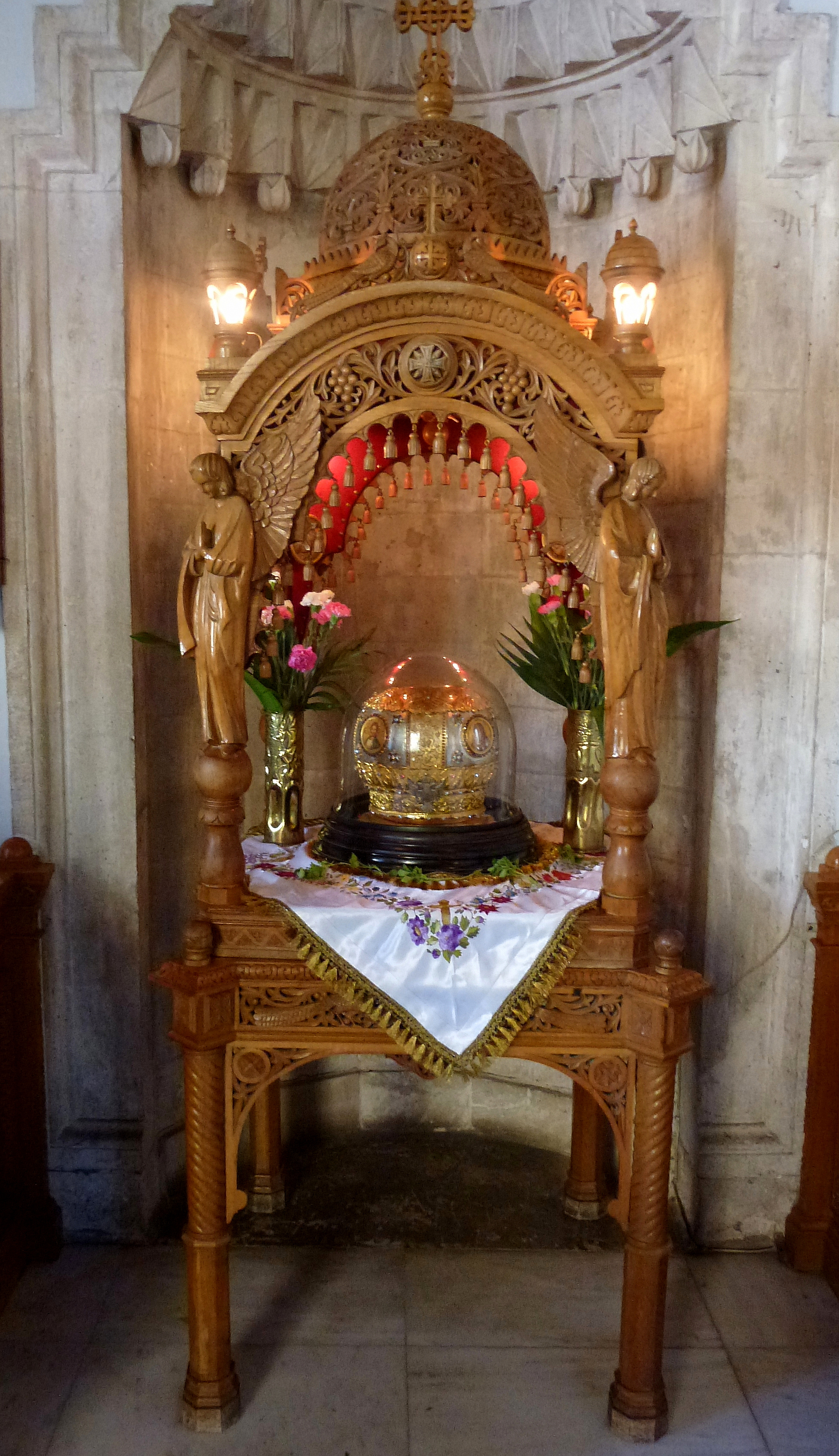
Altar mit Reliquie des Hl. Titos
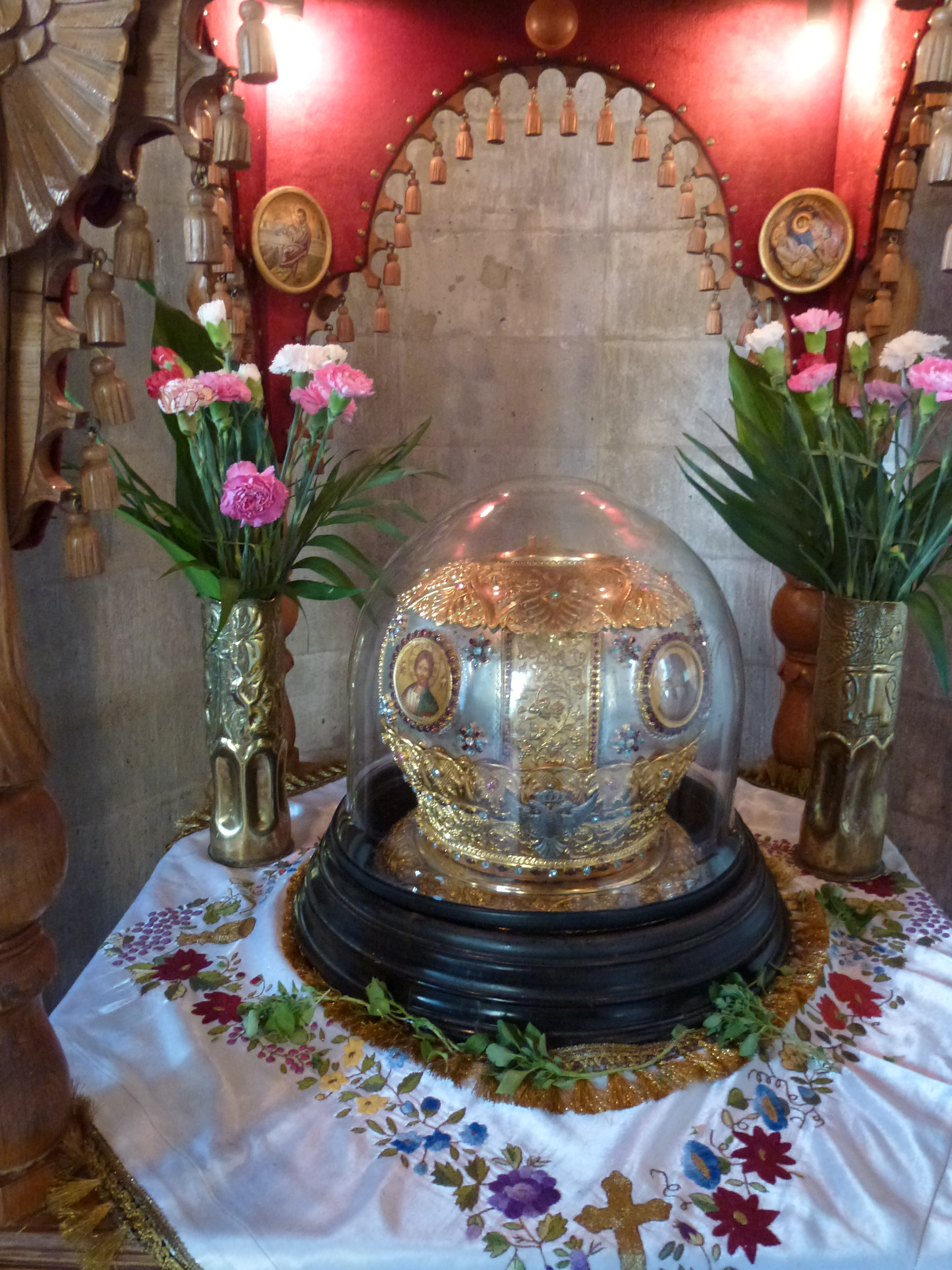
Schädelreliquie des Hl. Titos
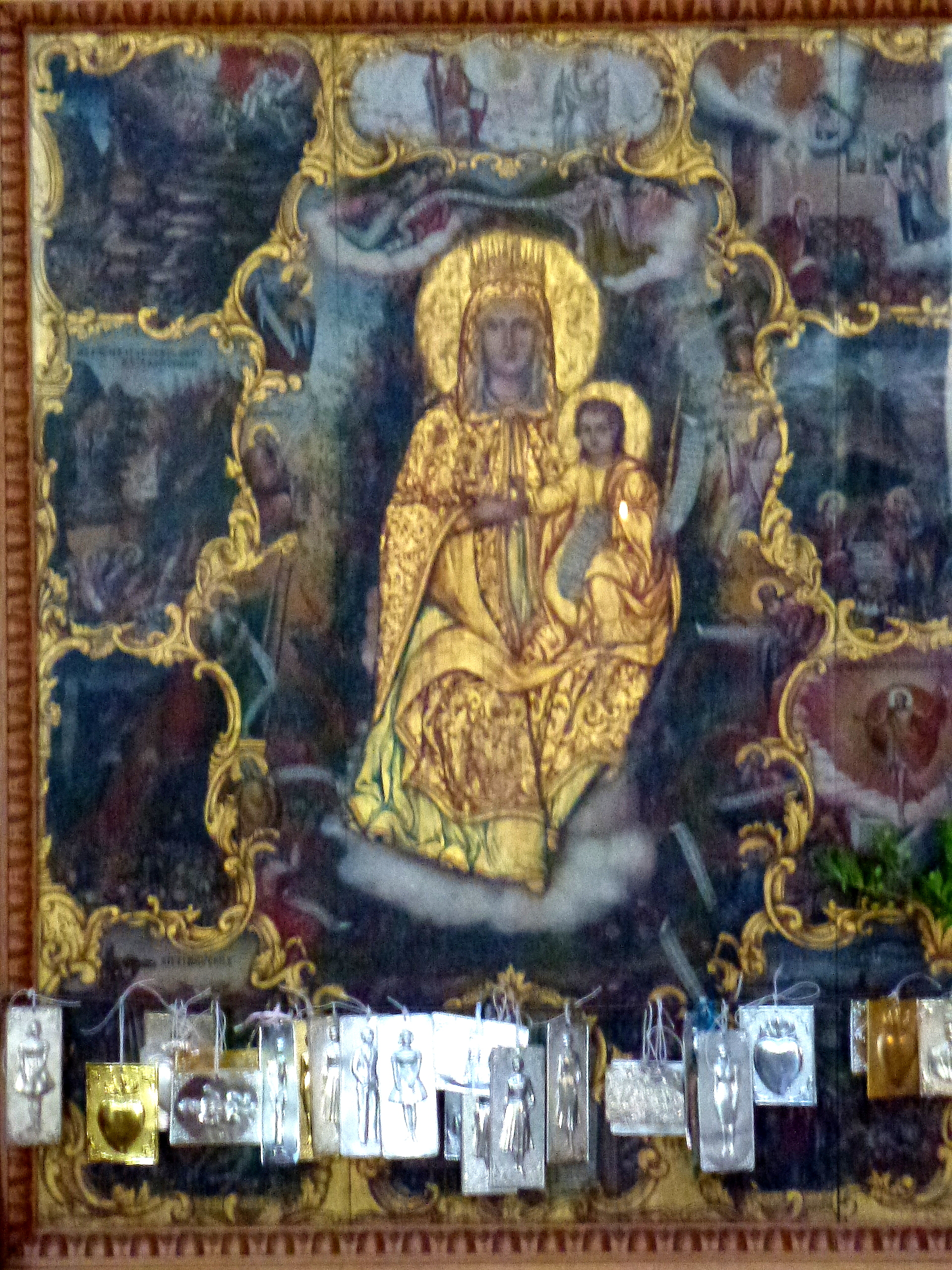
Madonna vom brennenden Dornbusch